# 平田真優香
平田 真優香（ひらた まゆか、1997年11月19日 - ）は、日本の元タレント。広島県因島出身。2023年現在は集英社で編集者として勤務している。 

## 略歴
- 2006年 - チャームキッズに所属し、行 まゆか（ゆき まゆか）として芸能界デビュー[2][3]。
- 2009年 - ネクステージに移籍し、平田真優香に改名。同年、NHK教育『天才てれびくんMAX』にてれび戦士としてレギュラー出演。
- 2013年 - ネクステージを退所し[4]、芸能界を引退[5]。
- 2021年 - 株式会社集英社入社、BAILA編集部に配属される。

## 作品

### 映像作品
- U-15美少女倶楽部スペシャル ふたりはいつも仲良し♪ 行まゆか&牧野りな（2007年、アイマックス）
- U-15美少女倶楽部スペシャル4 ふたりは今日も仲良し! 行まゆか&牧野りな（2007年、アイマックス）

## 出演

### バラエティ
- 天才てれびくんMAX（2009年3月30日 - 2010年3月25日、NHK教育）てれび戦士

### TV-CM
- 三菱自動車、デリカD:5『元気、デリカ』
- サークルKサンクス、ドラえもんフェア
- エポック社、『ホイップる』
- 湘南ゼミナール（2008年 - 2010年）スチール
- NECパーソナルファクシミリ、「スピークス」家族ムービー、スチール
- 拓人スクールIE（2010年）『やる気スイッチ』
- コカ・コーラ 「世界を周ろう」
- ブライトエッグス「リッスントーク」（2015年）

## 書籍

### 雑誌連載
- カメラマン（モーターマガジン社）モデル
- UPtoboy（ワニブックス）モデル
- Disney FAN（講談社）モデル
- こどもブティック（ブティック社）モデル

### 写真集
- 行まゆかデジタル写真集 『北国の少女』